# Baptiste Heguy
Ne doit pas être confondu avec Arnaud Héguy.
Pas d'image ? Cliquez ici

a Compétitions nationales et continentales officielles uniquement.

b Matchs officiels uniquement.
Dernière mise à jour le 5 août 2025.
Baptiste Heguy, né le 11 mai 1998 à Bayonne (Pyrénées-Atlantiques), est un joueur français de rugby à XV. Il joue au poste de troisième ligne aile à l'Aviron bayonnais en Top 14.

## Biographie

### Jeunesse et formation
Baptiste Heguy naît le 11 mai 1998 à Bayonne dans les Pyrénées-Atlantiques, il fait partie d'une famille de rugbymans, son père et son oncle ont tous les deux joués au rugby à XV. Durant sa jeunesse, il découvre lui aussi ce sport au sein du club de l'Aviron bayonnais en 2012 puis intègre son centre de formation.
Il est intégré au Pôle France pour la saison 2016-2017.
En janvier 2018, il est retenu par l'équipe de France des moins de 20 ans pour disputer le Tournoi des Six Nations des moins de 20 ans. Avec cette sélection, il joue les cinq rencontres de la compétition, inscrit un essai et remporte le Tournoi,.

### Carrière professionnelle
Baptiste Heguy dispute son premier match professionnel à l'occasion de la dernière journée de Pro D2 2017-2018 face au RC Narbonne, où il entre en jeu à la place de Jean-Joseph Marmouyet, à l'âge de dix-neuf ans.
La saison suivante, il dispute son premier match lors de la quatrième journée de Pro D2 face à Oyonnax Rugby en tant que titulaire. Quelques semaines plus tard, il connaît sa première titularisation à Jean-Dauger où il inscrit ses deux premiers essais en professionnel lors de la large victoire 60 à 9 de son équipe face au Soyaux Angoulême XV Charente. Par la suite, sur la deuxième partie de saison, il devient titulaire en troisième ligne aile et l'est notamment lors des matchs de phases finales de son club, qui remporte la Pro D2 face au CA Brive,. Cette saison-là, il dispute vingt-sept rencontres, dont dix-sept en tant que titulaire et inscrit trois essais.
Durant l'été 2019, il est récompensé de ses bonnes performances lors de la saison précédente en prolongeant son contrat jusqu'en 2023 avec l'Aviron bayonnais. Toutefois, le retour en Top 14 de son club n'est pas bénéfique pour Heguy en premier lieu, ce dernier ne dispute que dix rencontres dont seulement quatre en tant que titulaire dans la compétition et également quatre matchs de Challenge européen, jusqu'à l'arrêt des compétitions à cause de la pandémie de Covid-19.
Lors de la saison suivante, toujours en Top 14, il inscrit son premier essai dans la compétition à l'occasion de la vingt-troisième journée face à l'Union Bordeaux Bègles, où il se blesse également et manque la fin de saison. Il ne participe donc pas au barrage d'accession au championnat de France face au club rival du Biarritz olympique et descend donc en Pro D2 avec son club pour la saison suivante. Toutefois, il réussit à progresser, sur le point personnel en gagnant en temps de jeu, il dispute dix-huit rencontres toutes compétitions confondues dont douze en tant que titulaire.
Au début de la saison 2021-2022, il retrouve une place de titulaire indiscutable en troisième ligne aile et est l'auteur d'un bon début de saison mais il se blesse sérieusement au genou en novembre,  mettant un coup d'arrêt à sa saison. Il ne fait son retour qu'en février suivant puis contribue à la bonne fin de saison de son club en enchaînant les treize derniers matchs de la saison, dont les phases finales où son club remporte une nouvelle fois la Pro D2, face au Stade montois, et est donc promu en Top 14.
Il commence la saison 2022-2023 en tant que titulaire avec son club, toutefois une blessure aux ischio-jambiers vient perturber son début de saison. Néanmoins, durant le mois de novembre 2022, il prolonge son contrat jusqu'en 2025 avec son club formateur. En mars 2023, il est récompensé de sa bonne saison et fait partie du groupe de quatorze joueurs convoqués en renfort par le XV de France pour préparer la cinquième journée du Tournoi des Six Nations contre le pays de Galles. Il n'est cependant pas retenu pour jouer la rencontre. Cette saison-là, il participe à la bonne saison de son club formateur qui se qualifie pour la première fois de son histoire en Champions Cup en disputant vingt-et-une rencontres dont dix-neuf en tant que titulaire,. Début juin, il est appelé par l'encadrement de l'équipe de France pour un stage de deux jours dans l'optique d'intégrer la future liste de joueurs convoqués pour préparer la Coupe du monde 2023. Cependant, il ne fait pas partie de cette liste par la suite.
Au cours du mois de septembre 2023, il est invité par les Barbarians afin de jouer une rencontre contre le Munster lors de la trêve due à la Coupe du monde 2023,. En décembre, il dispute son premier match de Champions Cup, ainsi que le premier de l'histoire de son club également, il est titulaire lors du match nul historique obtenu sur la pelouse du Munster,. En février 2024, il connaît le premier capitanat de sa carrière à l'occasion d'un match contre le Montpellier HR. Durant la saison, avec ses coéquipiers de la troisième ligne, Pierre Huguet et Uzair Cassiem, ils forment une troisième ligne complémentaire et performante. Blessé en fin de saison, il manque la dernière journée de Top 14 ainsi qu'une possible convocation avec le XV de France pour la tournée estivale. Cette saison-là, il s'affirme une nouvelle fois comme un titulaire en prenant part à vingt-six rencontres, dont vingt-et-une comme titulaire.
Pour la saison 2024-2025, il fait partie des trois joueurs qui se partagent le capitanat de l'Aviron bayonnais avec Arthur Iturria et Camille Lopez. En octobre 2024, il signe une prolongation de contrat le liant désormais jusqu'en 2027 avec son club formateur. Fin janvier 2025, il subit une fracture de la malléole qui le tient éloigné des terrains pour une durée d'au moins trois mois. Finalement, il fait son retour début juin lors d'un match contre le RC Toulon. Par la suite, la bonne saison de son club s'arrête en demi-finale du Top 14 contre le Stade toulousain. Cette saison-là, il dispute un total de vingt matchs, dont neuf en tant que titulaire, pour un essai inscrit.

## Statistiques

### En club
| Saison                 | Club                   | Championnat | Championnat | Championnat | Compétitions de l'EPCR | Compétitions de l'EPCR | Compétitions de l'EPCR |
| Saison                 | Club                   | Compétition | Matchs      | Essais      | Compétition            | Matchs                 | Essais                 |
| ---------------------- | ---------------------- | ----------- | ----------- | ----------- | ---------------------- | ---------------------- | ---------------------- |
| 2017-2018              | Aviron bayonnais       | Pro D2      | 1           | 0           | Pas de qualification   | Pas de qualification   | Pas de qualification   |
| 2018-2019              | Aviron bayonnais       | Pro D2      | 27          | 3           | Pas de qualification   | Pas de qualification   | Pas de qualification   |
| 2019-2020              | Aviron bayonnais       | Top 14      | 10          | 0           | Challenge européen     | 4                      | 0                      |
| 2020-2021              | Aviron bayonnais       | Top 14      | 16          | 1           | Challenge européen     | 2                      | 0                      |
| 2021-2022              | Aviron bayonnais       | Pro D2      | 21          | 0           | Pas de qualification   | Pas de qualification   | Pas de qualification   |
| 2022-2023              | Aviron bayonnais       | Top 14      | 19          | 0           | Challenge Cup          | 2                      | 0                      |
| 2023-2024              | Aviron bayonnais       | Top 14      | 21          | 0           | Champions Cup          | 4                      | 0                      |
| 2023-2024              | Aviron bayonnais       | Top 14      | 21          | 0           | Challenge Cup          | 1                      | 0                      |
| 2024-2025              | Aviron bayonnais       | Top 14      | 16          | 0           | Challenge Cup          | 4                      | 1                      |
| Total Aviron bayonnais | Total Aviron bayonnais | Pro D2      | 49          | 3           | Compétitions EPCR      | 17                     | 1                      |
| Total Aviron bayonnais | Total Aviron bayonnais | Top 14      | 82          | 1           | Compétitions EPCR      | 17                     | 1                      |

### En sélection nationale
Baptiste Heguy dispute cinq matchs avec l'équipe de France des moins de 20 ans, prenant part à une édition du Tournoi des Six Nations des moins de 20 ans en 2018. Il inscrit cinq points, un essai.

## Palmarès

### En club
- Vainqueur du Championnat de France de 2e division en 2019 et 2022 avec l'Aviron bayonnais.

### En sélection nationale
- Vainqueur du Tournoi des Six Nations des moins de 20 ans en 2018 avec l'équipe de France des moins de 20 ans.